# Klooster van Sucevița
Het klooster van Sucevița (Roemeens: Mănăstirea Sucevița) is een klooster van de Oosters-orthodoxe Kerk, en staat in Sucevița in het noordoosten van Roemenië. Het klooster stamt uit 1585. De kerk van het klooster bevat zowel Byzantijnse als gotische elementen en staat sinds 2010 op de Werelderfgoedlijst van de UNESCO als een van de beschilderde kerken in Moldavië. 
Het klooster wordt bewoond door nonnen. De binnenplaats van het klooster is bijna vierkant (100 bij 104 meter) en is omgeven door hoge (6 m), brede (3 m) muren. Op elke hoek staat een toren. Sucevița was een prinselijke residentie en daardoor een versterkt klooster.

## Verrijzeniskerk
De Verrijzeniskerk (Roemeens: Biserica Învierea Domnului) werd gebouwd in 1581 onder Gheorghe Movilă en is gemodelleerd naar de kloosterkerken van Putna en Neamţ. Op zowel de binnen- als de buitenmuren zitten muurschilderingen met Bijbelse episoden uit het Oude en Nieuwe Testament. De schilderijen zijn gemaakt rond 1601 door lokale kunstenaars, de broers Sofronie en Ioan, in de traditie van de fresco's onder Peter IV van Moldavië. Toch is er sprake van innovatie wat betreft onderwerp en stijl onder invloed van de westerse schilderkunst, de Russische iconenkunst en een beginnende laïcisering.
In het sanctuarium (het deel van de kerk voorbehouden aan de priester) is een Tabernakel afgebeeld. In de naos (het centrale deel van de kerk toegankelijk voor het publiek) is een Genesis afgebeeld en is er ook een schildering van de familie Movilă, de opdrachtgevers. In de grafkamer is het leven van Mozes afgebeeld. In de pronaos bevat onder andere schilderingen van Maria en de heiligen Joris en Nicolaas.
Buiten, op de exonarthex zijn het Laatste Oordeel en het leven van Sint-Jan-de-nieuwe afgebeeld. De fresco's hebben een groene achtergrond met daarop heldere kleuren. De onderwerpen kaderen in de traditionele iconografie: de hymne van de Heilige Maagd, de boom van Jesse, het gebed van alle Heiligen, Maria met mantel (naar het voorbeeld van Russische iconen). Op de noordelijke wand bevindt zich de meest monumentale voorstelling: de paradijsladder van Johannes van Sinaï, met een gevecht tussen engelen en duivels.

## Galerij

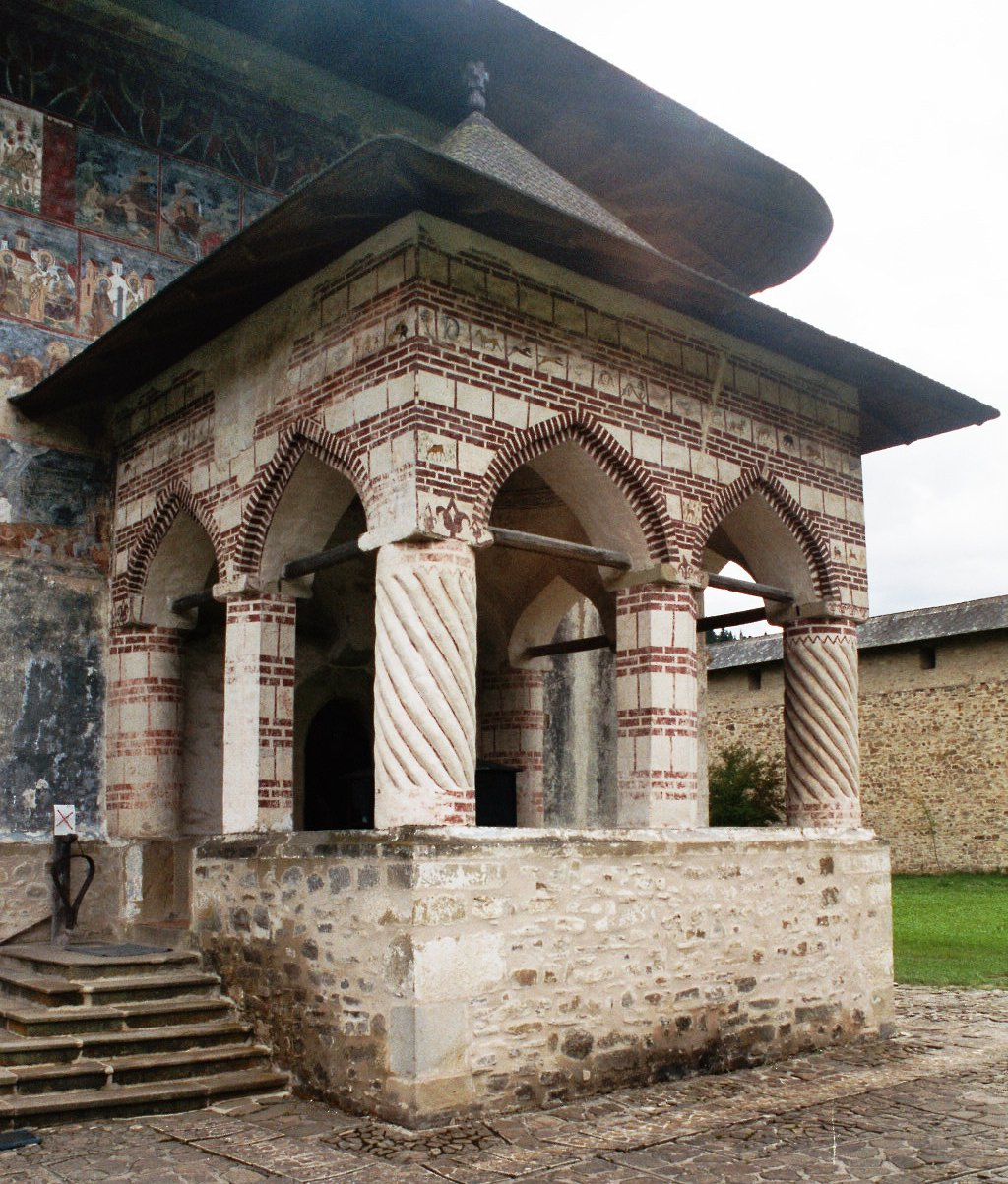
De ingang van de kerk
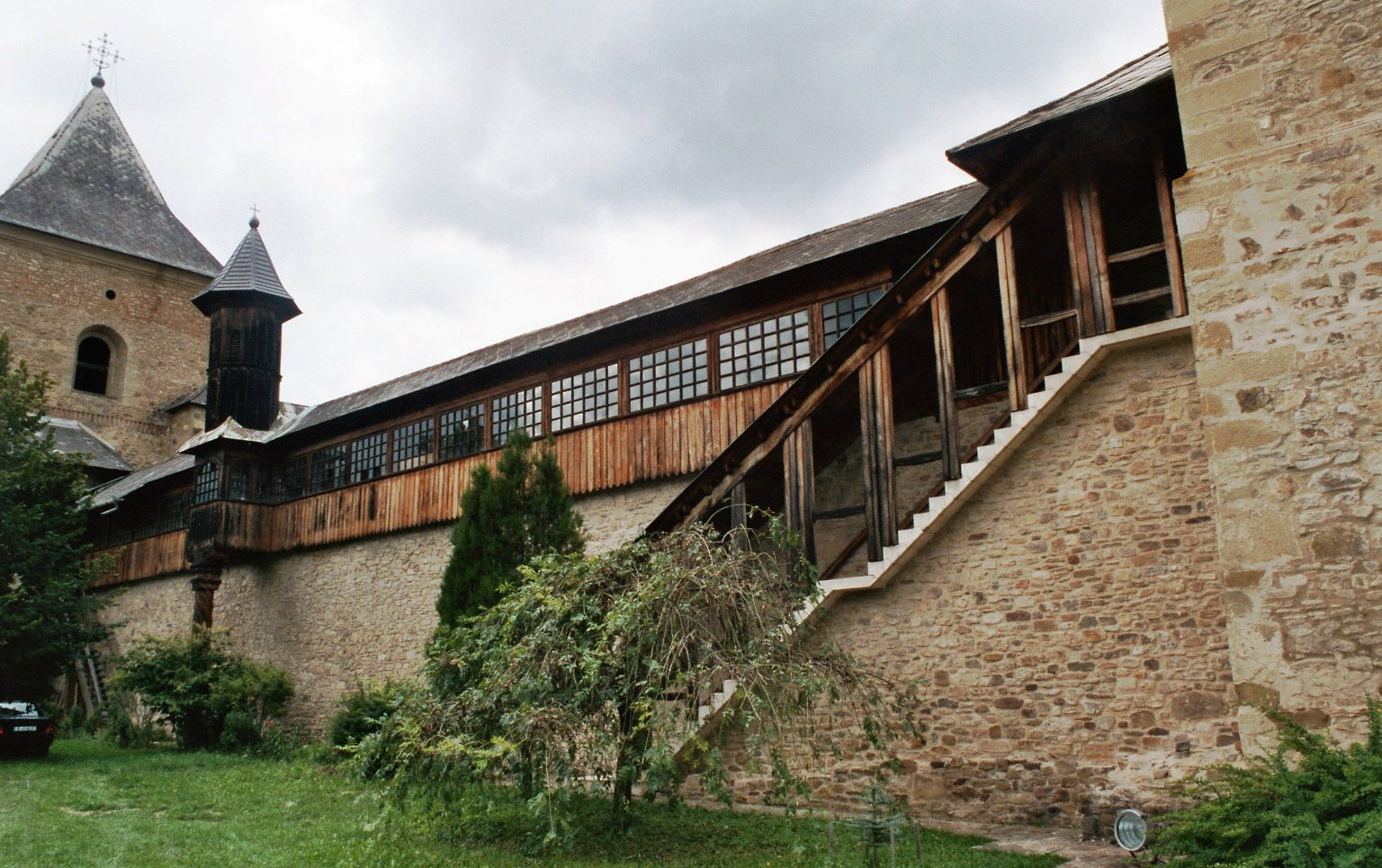
De stevige muur van het klooster
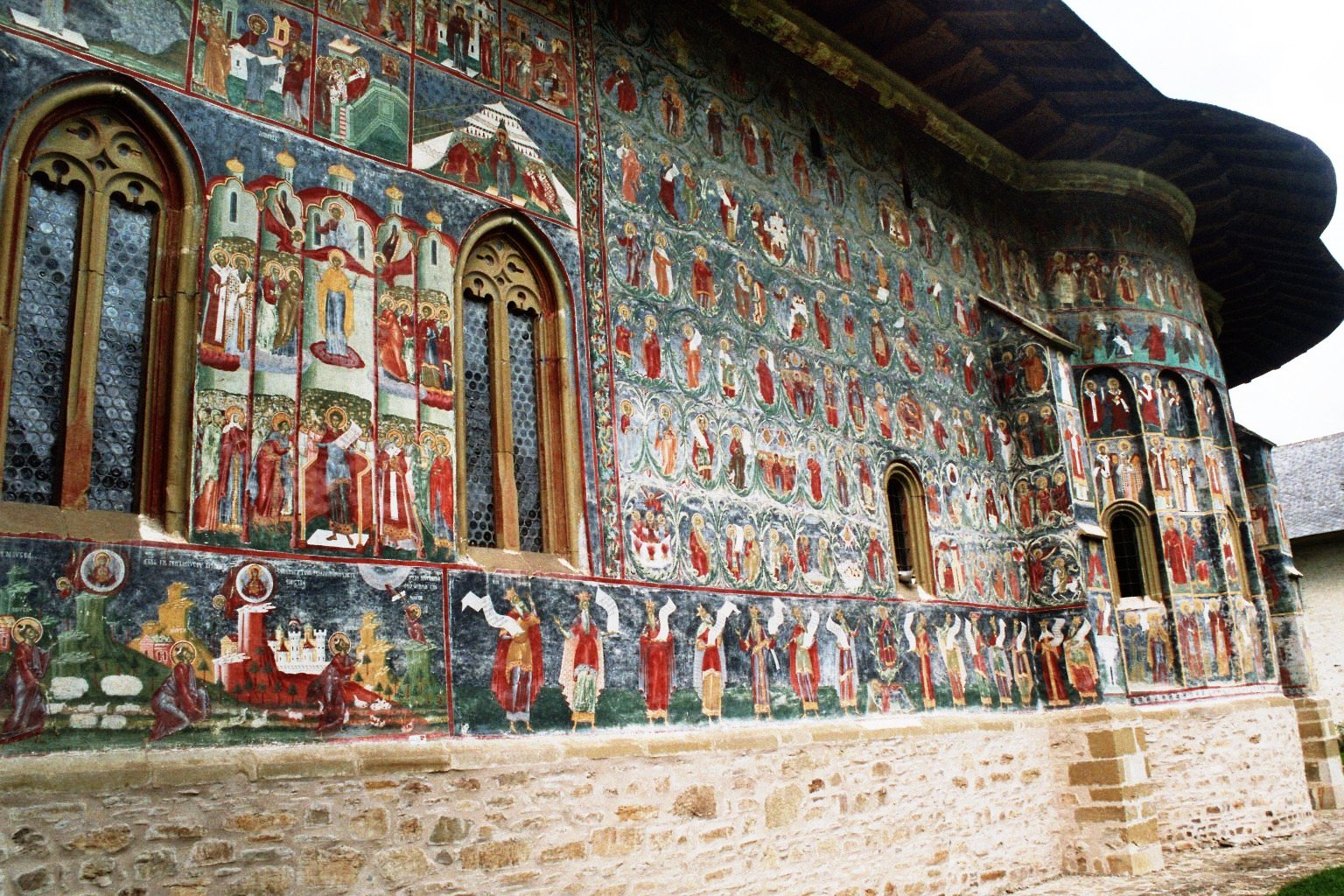
De muurschilderingen op de kerkmuur
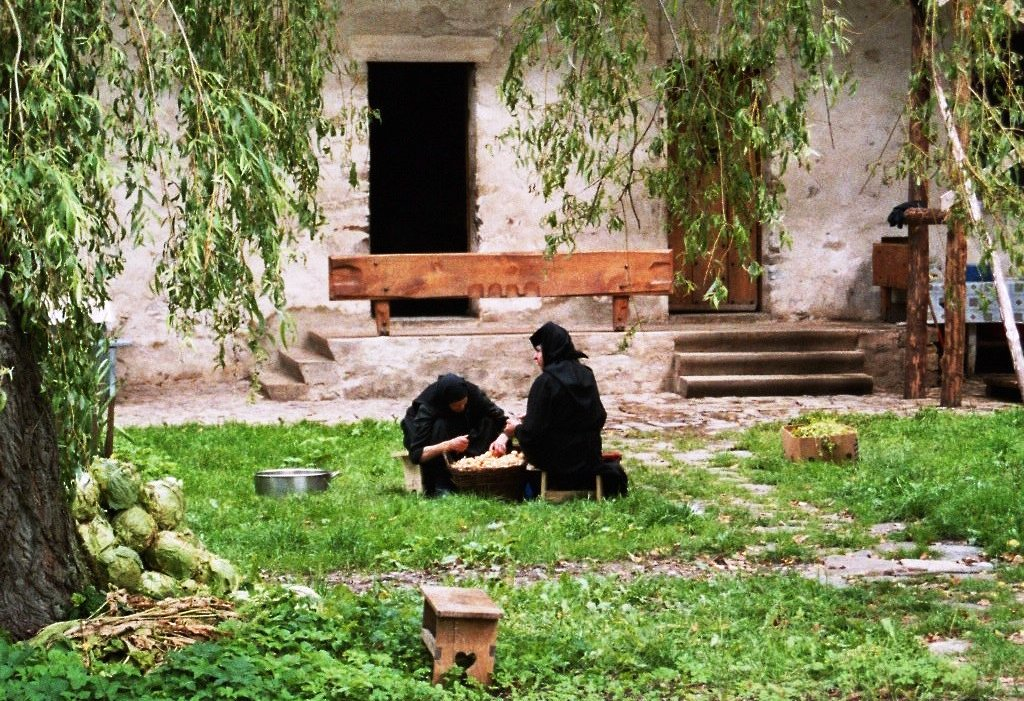
De binnenplaats met een aantal nonnen
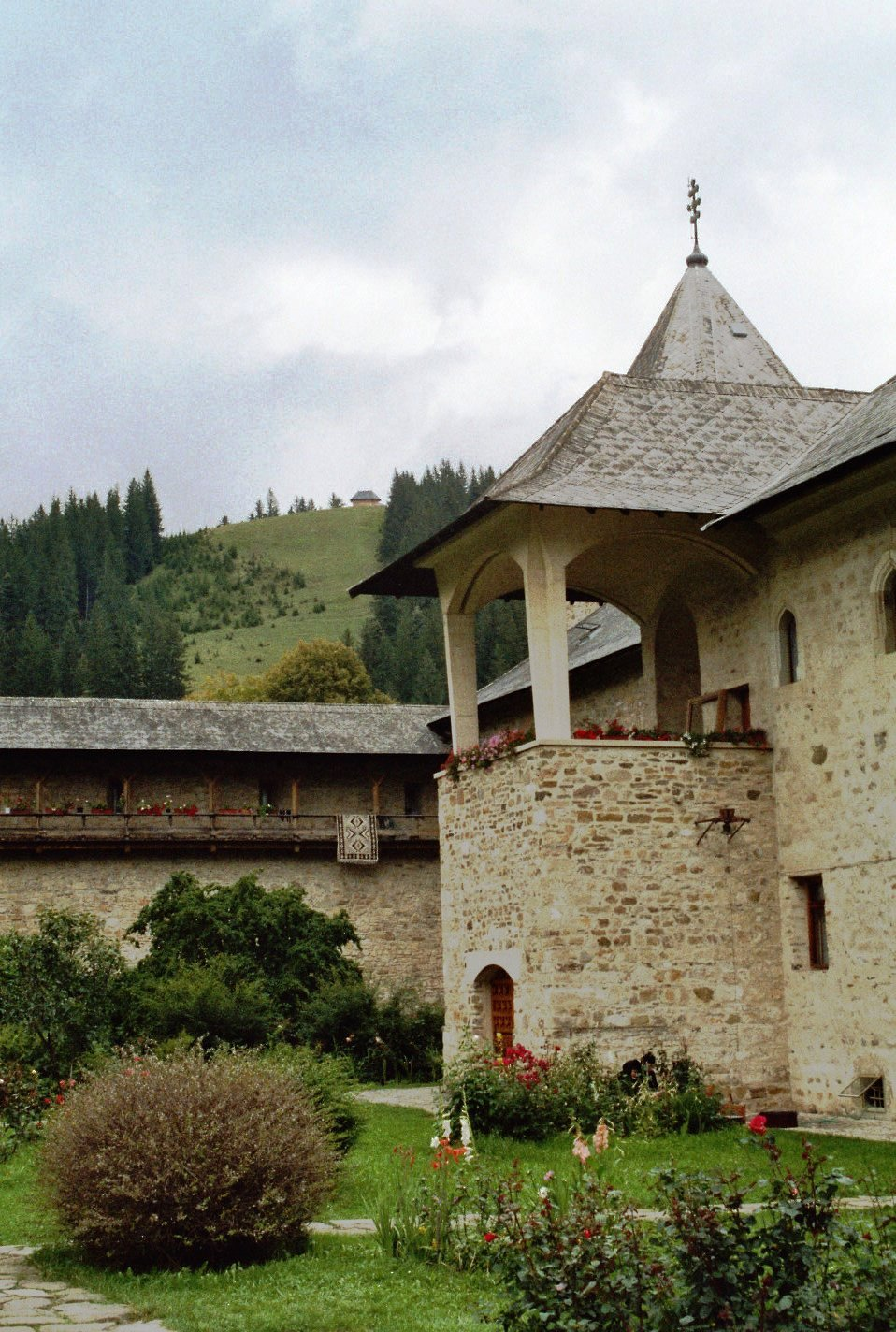
Een gedeelte van het klooster
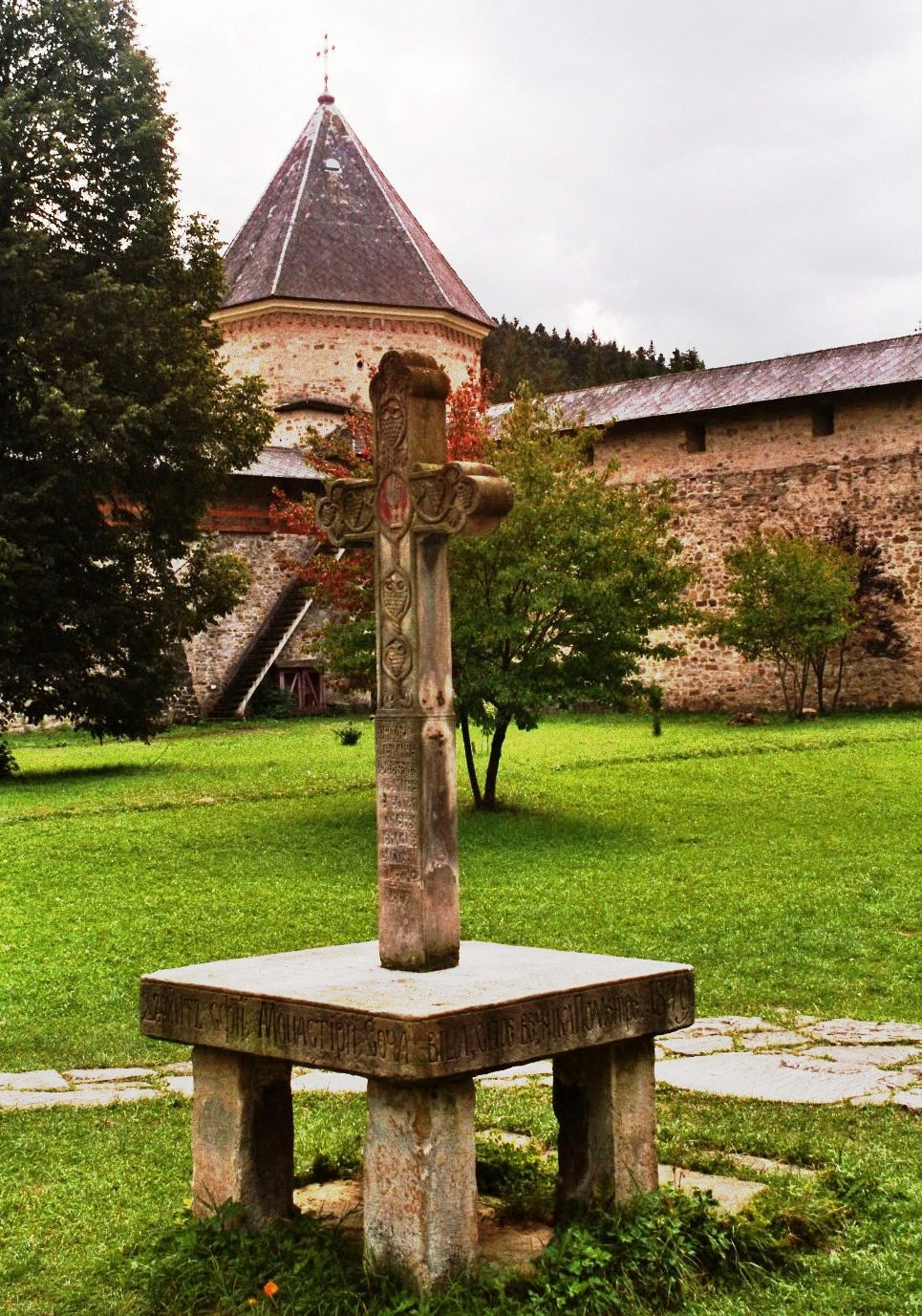
Een gedeelte van de binnenplaats
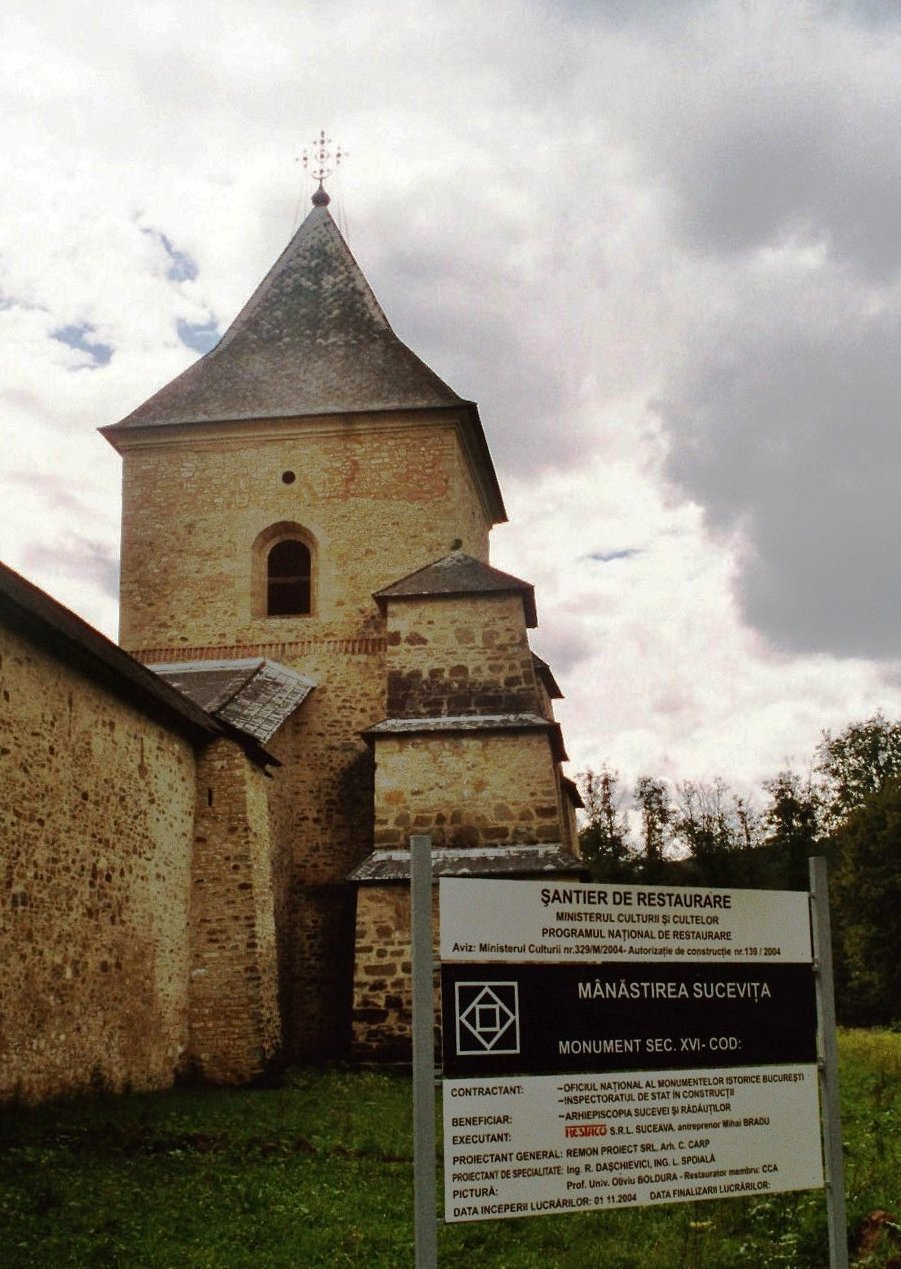
Buiten het klooster een van de torens
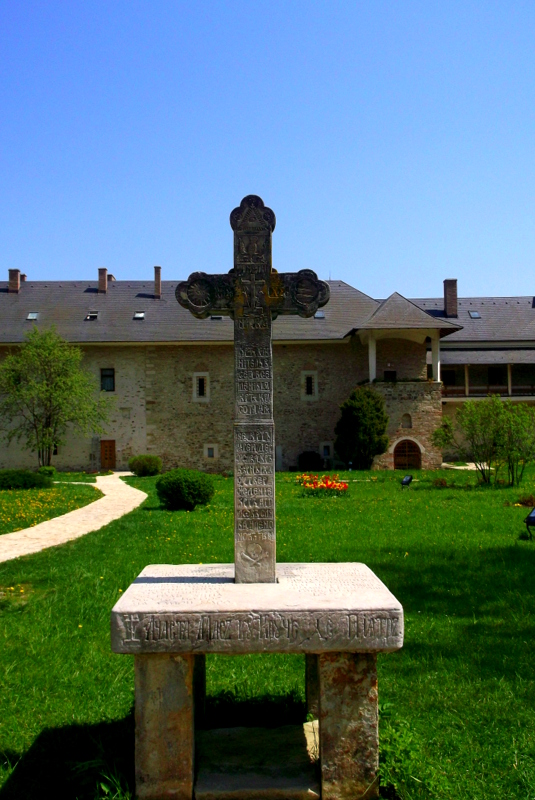

- Library of Congress Control Number: no99065076
- Nationale Bibliotheek van Israël: 987007414316905171
- Virtual International Authority File: 145743591